# هاتپس
هوتپ‌ها خرده فرهنگ آمریکایی‌های آفریقایی‌تبار هستند که ازمصر باستان بعنوان منبع غرور سیاه پوستان استفاده می‌کنند.
یکی از باورهای قابل تشخیص این گروه این نظریه است که مصریان باستان تمدنی از نظر نژادی همگن بودند که به‌طور یکسان از یک گروه قومی سیاه‌پوست تشکیل شده بود، برخلاف نظریه پذیرفته شده تر که مصریان باستان جامعه بسیار متنوعی بودند. متشکل از مردم بومی دره نیل مصر، گروه‌های قومی که در صحرا زندگی می‌کردند، لیبیایی‌ها، سودانی‌ها و در نهایت یونانی‌ها و عرب‌ها پس از فتوحات.